# Гетто в Микашевичах
Гетто в Микаше́вичах (1942 — 6 августа 1942) — еврейское гетто, место принудительного переселения евреев посёлка Микашевичи Лунинецкого района Брестской области и близлежащих населённых пунктов в процессе преследования и уничтожения евреев во время оккупации территории Белоруссии войсками нацистской Германии в период Второй мировой войны.

## Оккупация Микашевичей и создание гетто
В середине 1930-х годов в посёлке Микашевичи проживали около 400 евреев. Посёлок был оккупирован немецкими войсками с 16 июля 1941 года до 9 июля 1944 года. Сразу после захвата оккупанты стали использовать евреев на тяжелых принудительных работах — на строительстве, очистке каналов, уборке улиц, вырубке деревьев. Над евреями безнаказанно издевались — например, впрягали в телегу и заставляли тянуть бочку с водой вместо лошади.
Однажды для устрашения немцы собрали всех евреев, вывели Бенциона Шустермана и Янкеля Переплетчика и прилюдно убили их выстрелами в сердце.
Реализуя нацистскую программу уничтожения евреев, немцы создавали гетто почти во всех городах и населённых пунктах Беларуси, где проживало еврейское население. Так и в Микашевичах оккупанты согнали евреев в гетто.

## Уничтожение гетто
6 августа (в мае-июле) 1942 года гетто в Микашевичах было уничтожено — нацисты и полицаи убили, по разным источникам, от 418 до 456 евреев. Первыми из гетто вывели всех мужчин и убили около заранее вырытой могильной яме на краю местечка. Парализованного отца Лейбы Портного гитлеровцы вытащили за руки и ноги, забросили на телегу, довезли до ямы и сбросили в яму. После расстрела мужчин, каратели вывели и убили женщин и детей.
2 сентября 1942 года нацисты убили оставленных в живых 5 специалистов — трех инженеров и двух врачей.

## Случаи спасения
Сумел сбежать из Микашевичского гетто в лес Муля Зайчик, который впоследствии репатриировался в Израиль. У доктора по фамилии Гитлер чудом выжил один из трёх сыновей, который тоже уехал в Израиль. Ещё буквально несколько спасшихся евреев переехали потом в Россию.

## Память
Опубликованы неполные списки жертв геноцида евреев в Микашевичах.
На братской могиле жертв геноцида евреев в Микашевичах в 1992 году был установлен обелиск с надписью на иврите и со словами на русском языке: «Всё прощается, пролившим невинную кровь не простится никогда. Безвинно загубленным 6-ти сотням жертв фашизма в Микашевичах. 1942».
Ещё один памятник установлен в Израиле в городе Холоне.